# Xã Carroll, Quận York, Pennsylvania
Xã Carroll (tiếng Anh: Carroll Township) là một xã thuộc quận York, tiểu bang Pennsylvania, Hoa Kỳ. Năm 2010, dân số của xã này là 5.939 người.